# Daniela März

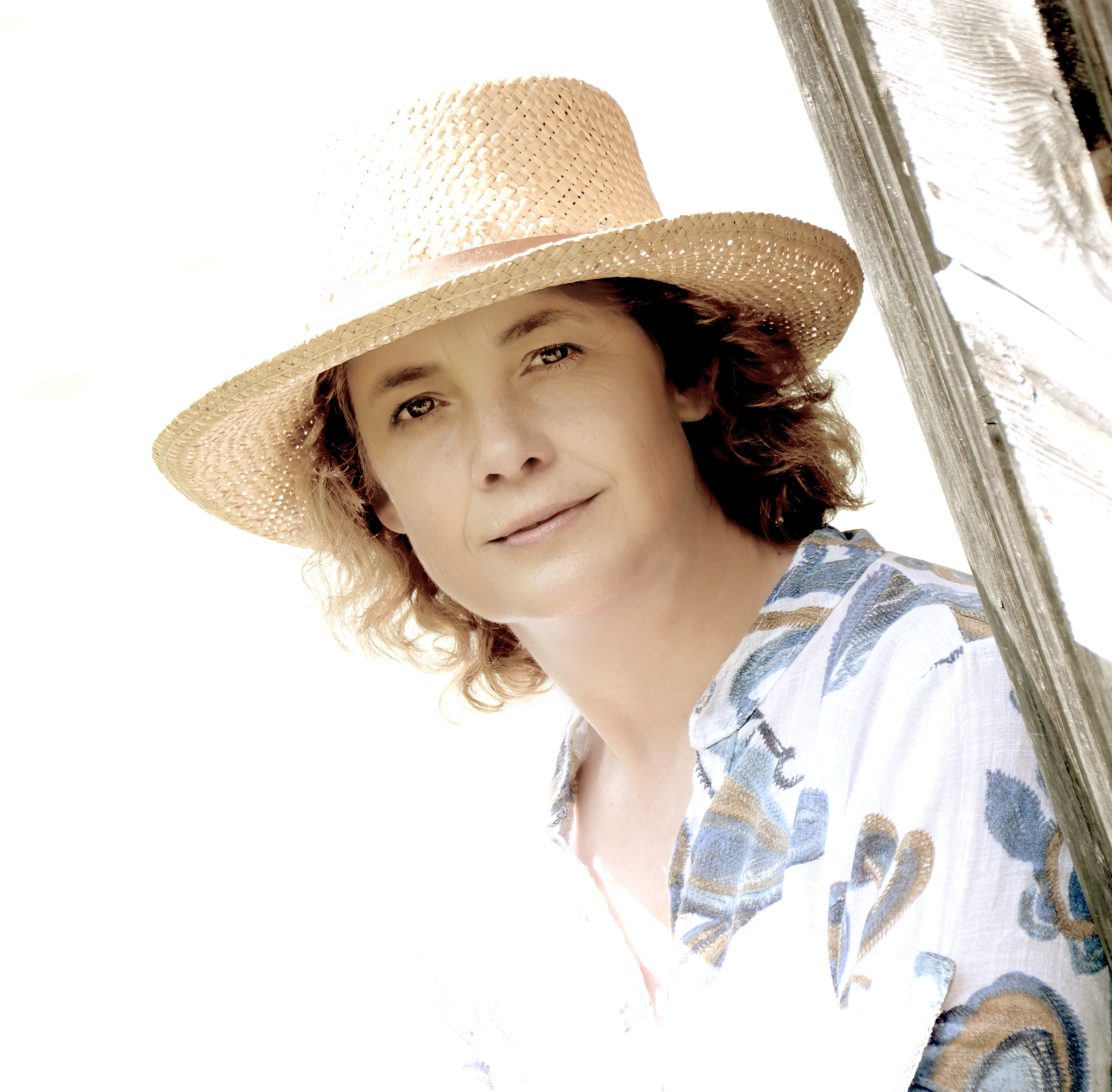
Daniela März (2025)

Daniela März (* 4. März 1971 in Tegernsee) ist eine deutsche Schauspielerin.

## Leben
Daniela März absolvierte von 1997 bis 1999 eine Schauspielausbildung an der Central School of Speech and Drama und den Arts Educational Schools (ArtsEd) in London. Zusätzlich besuchte sie Workshops in Kameratraining und Darstellung in London und Berlin. Außerdem nahm sie Unterricht in klassischem Gesang.
Am Anfang ihrer Karriere als Schauspielerin standen Theaterengagements. Von 1999 bis 2005 war März festes Ensemblemitglied an der Landesbühne Sachsen-Anhalt in Lutherstadt Eisleben, wo sie in der Spielzeit 2005/06 weiterhin noch als Gast auftrat.
Sie spielte am Theater die klassischen Rollen ihres Fachs, wobei sie als Theaterschauspielerin hauptsächlich im Rollenfach der jugendlichen Liebhaberin, aber auch als Salondame und Charakterdarstellerin eingesetzt wurde. Ihre wichtigsten Theaterrollen waren Nora in Nora oder Ein Puppenheim von Henrik Ibsen, die Marguerite Gautier in Die Kameliendame von Alexandre Dumas, die Klytämnestra in Elektra von Sophokles und die Millerin in Kabale und Liebe von Friedrich Schiller. Außerdem trat sie in verschiedenen größeren und kleineren Rollen in Stücken von Alan Ayckbourn, George Bernard Shaw, Johann Wolfgang von Goethe, Jean Genet und Anton Tschechow auf. Ebenfalls übernahm sie Rollen im Kindertheater und in Musicals.
Seit 2017 spielt sie im Ensemble der Iberl-Bühne im Augustiner-Stammhaus in München.
Neben ihrer Theaterkarriere arbeitete März auch für Film und Fernsehen. Für den Bayerischen Rundfunk wirkte sie 2009 in der deutsch-koreanischen Koproduktion Der Yalu fließt in der Rolle der Alice Seyler mit. In dieser Verfilmung einer wahren Lebensgeschichte spielte sie eine Professorengattin, die gemeinsam mit ihrem Mann den jungen koreanischen Schriftsteller Li Mirok fördert.
Bekanntheit erlangte März vor allem durch die durchgehende Serienhauptrolle der Maria Kirchleitner (später: Maria Brunner) in der BR-Fernsehserie Dahoam is Dahoam, die sie von 2007 bis 2012 an der Seite von Bernhard Ulrich und Brigitte Walbrun spielte. Mit Brigitte Walbrun und Christine Reimer gründete sie das Dreigesangtrio D'Wuidrosen und nahm eine CD auf.
Daniela März war auch mehrfach in Episodenrollen in verschiedenen TV-Serien im ZDF und auf SAT1 zu sehen.
Daniela März, die ihre klassische Gesangsausbildung auch weiterhin fortsetzt, ist umfangreich auch als Chansonsängerin, Kabarettistin und als Rezitatorin mit musikalisch-literarischen Programmen tätig. Seit 1987 ist sie Ensemblemitglied des Experimentellen Theaters Günzburg, das sich seit 1991 intensiv mit dem Œuvre von Janusz Korczak befasst.

## Filmografie (Auswahl)
- 2007–2012: Dahoam is Dahoam (Fernsehserie; Serienhauptrolle, 412 Folgen)
- 2009: Der Yalu fließt (Fernsehfilm)
- 2015–2023: Die Rosenheim-Cops:
  - 2015: Zu Tode gesteigert
  - 2020: Der Schrottkönig
  - 2023: Die Neue und der Ex
- 2015: SOKO 5113 (Fernsehserie; Folge: Der Weg der Leber)
- 2016: Tatsache Mord? Auf der Spur des Verbrechens (Fernsehserie; Pilotfilm)
- 2016: Liebe bis in den Mord – Ein Alpenthriller (Fernsehfilm)
- 2018: Frühling – Am Ende des Sommers (Fernsehreihe)
- 2018: SOKO München (Fernsehserie; Folge: Rabaukenhaus)
- 2019: Die Bergretter (Fernsehserie; Folge: Einfach hier bleiben)
- 2022: Watzmann ermittelt (Fernsehserie; Folge: Der tote Angler)
- 2024: Dahoam is Dahoam (Fernsehserie; Gastrolle)